# J. R. Giddens
Justin Ray Giddens nasceu em 13 de Fevereiro de 1985 na cidade de Oklahoma City, no Estado de Oklahoma. É um jogador profissional de basquetebol norte-americano, atualmente jogando pelo Peñarol de Mar del Plata da Liga Nacional de Basquete da Argentina.

## Carreira
Em 26 de junho de 2008, Giddens foi selecionado pelo Boston Celtics no 2008 NBA Draft. Trabalhou com o Celtics por três dias e recebeu elogios do treinador Doc Rivers, que achava que podia jogar no time imediatamente. Ele sequer foi mencionado como um possível substituto para Tony Allen. Giddens já estava familiarizado com Leon Powe e Kendrick Perkins, que foram seus companheiros no 2003 McDonald's All-American Game. Mas, com orientação de seu agente Aaron Mintz, Giddens se recusou a trabalhar fora do Celtics no início de julho, por falta de assinatura de contrato.
Em 15 de novembro de 2008, Giddens foi designado para o Boston Celtics NBA Development League', equipe da filial, a 'Utah Flash'. Havia jogado com o Celtics em 2008 e 2009 na pré-temporada, mas estava na lista de inativos para os primeiros 10 jogos da temporada regular. Foi chamado pelo Celtics Utah da equipe de desenvolvimento do Flash em 8 de fevereiro de 2009. Em 19 de maio de 2005, Giddens ficou conhecido e virou noticia nos Estados Unidos ao ser esfaqueado em sua panturrilha direita em uma briga de bar em Lawrence, Kansas, requerendo uma sutura de 30 pontos no local.
Giddens tem 196 centímetros de altura e 98 kg, e usa a camisa número quatro do Boston Celtics

## Estatísticas na NBA

### Temporada regular
| Ano     | Equipo | PJ | PT | MPP | %TC  | %3P  | %TL  | RPP | APP | ROB | TPP | PPP |
| ------- | ------ | -- | -- | --- | ---- | ---- | ---- | --- | --- | --- | --- | --- |
| 2008-09 | Boston | 6  | 0  | 1.3 | .667 | .000 | .000 | .5  | .0  | .2  | .0  | .7  |
| Total   |        | 6  | 0  | 1.3 | .667 | .000 | .000 | .5  | .0  | .2  | .0  | .7  |